# Fényhasznosítás
A fényhasznosítás a fényáram és a fényforrás által felvett teljesítmény hányadosa. Képlettel:
{\displaystyle \eta } = {\displaystyle {\varPhi  \over P}}
SI-mértékegysége:
{\displaystyle \left[\eta \right]={\frac {\left[\varPhi \right]}{\left[P\right]}}={\frac {\mbox{lm}}{\mbox{W}}}}     (lumen per watt).
Néhány jellemző fényforrásfajta fényhasznosítása:
| Fényforrás               | Fényhasznosítás (lm/W) |
| ------------------------ | ---------------------- |
| Normál izzólámpa         | 10–15                  |
| Halogénlámpa             | 18–25                  |
| Fénycső                  | 80–90                  |
| Higanylámpa              | 40–52                  |
| Fémhalogén lámpa         | 60–90                  |
| Nagynyomású nátriumlámpa | 80–120                 |
| Kisnyomású nátriumlámpa  | 160–200                |
| Világító dióda (LED)     | 50–180                 |

(A kisülőlámpák fényhasznosítása előtét nélkül értendő.)